# Igor' Gorbunov
Igor' Vladimirovič Gorbunov (in russo Игорь Владимирович Горбунов?; Nikitino, 20 settembre 1994) è un calciatore russo, centrocampista della Torpedo Mosca.

## Caratteristiche tecniche
È un esterno sinistro.

## Carriera

### Club
Il 26 luglio 2021 debutta in Prem'er-Liga giocando con il Nižnij Novgorod l'incontro vinto 1-0 contro il Soči.

### Nazionale
Ha giocato nelle nazionali giovanili russe Under-18 ed Under-19.

## Statistiche

### Presenze e reti nei club
Statistiche aggiornate al 14 agosto 2021.
| Stagione        | Squadra                | Campionato      | Campionato | Campionato | Coppe nazionali | Coppe nazionali | Coppe nazionali | Coppe continentali | Coppe continentali | Coppe continentali | Altre coppe | Altre coppe | Altre coppe | Totale | Totale |
| Stagione        | Squadra                | Comp            | Pres       | Reti       | Comp            | Pres            | Reti            | Comp               | Pres               | Reti               | Comp        | Pres        | Reti        | Pres   | Reti   |
| --------------- | ---------------------- | --------------- | ---------- | ---------- | --------------- | --------------- | --------------- | ------------------ | ------------------ | ------------------ | ----------- | ----------- | ----------- | ------ | ------ |
| 2015-2016       | Dinamo San Pietroburgo | 2D              | 26         | 2          | CR              | 1               | 0               |                    | -                  | -                  |             | -           | -           | 27     | 2      |
| 2016-2017       | Olimpiec N.N.          | 2D              | 17         | 10         | CR              | 0               | 0               |                    | -                  | -                  |             | -           | -           | 17     | 10     |
| 2017-2018       | Olimpiec N.N.          | 1D              | 35         | 2          | CR              | 2               | 0               |                    | -                  | -                  |             | -           | -           | 37     | 2      |
| 2018-2019       | Soči                   | 1D              | 35         | 5          | CR              | 1               | 0               |                    | -                  | -                  |             | -           | -           | 36     | 5      |
| 2019-feb. 2020  | Rotor                  | 1D              | 22         | 3          | CR              | 0               | 0               |                    | -                  | -                  |             | -           | -           | 22     | 3      |
| feb.-giu. 2020  | Armavir                | 1D              | 1          | 0          | CR              | 0               | 0               |                    | -                  | -                  |             | -           | -           | 1      | 0      |
| 2020-2021       | Nižnij Novgorod        | 1D              | 33         | 5          | CR              | 2               | 0               |                    | -                  | -                  |             | -           | -           | 35     | 5      |
| 2021-2022       | Nižnij Novgorod        | PL              | 4          | 1          | CR              | 0               | 0               |                    | -                  | -                  |             | -           | -           | 4      | 1      |
| Totale carriera | Totale carriera        | Totale carriera | 173        | 28         |                 | 6               | 0               |                    | -                  | -                  |             | -           | -           | 179    | 28     |